# Mettray
Mettray è un comune francese di 2.187 abitanti situato nel dipartimento dell'Indre e Loira nella regione del Centro-Valle della Loira.

## Storia
Fu sede, dal 1839 al 1939, di uno stabilimento penale finalizzato alla riabilitazione dei delinquenti minorenni, la Colonia penale di Mettray, anche detta "La Paternelle" dal nome della società filantropica che l'aveva creata e gestita. Il sito è stato iscritto nel 2003 tra i monumenti storici francesi.

## Società

### Evoluzione demografica
Abitanti censiti